# 東川大羽花介
東川大羽花介（学名：Lobosocytheropteron higashikawai）为尾花介科大羽花介屬下的一个种。